# Darlington (Town, Wisconsin)
Die Town of Darlington ist eine von 18 Towns im Lafayette County im US-amerikanischen Bundesstaat Wisconsin. Im Jahr 2010 hatte die Town of Darlington 875 Einwohner.
Town hat in Wisconsin eine grundlegend andere Bedeutung, als im übrigen englischsprachigen Bereich. Vielmehr entspricht sie den in den anderen US-Bundesstaaten üblichen Townships, die nach dem County die nächstkleinere Verwaltungseinheit bilden.

## Geografie
Die Town of Darlington liegt im Südwesten Wisconsins, rund 60 km östlich des Mississippi, der die Grenze zu Iowa bildet. Die Grenze zu Illinois befindet sich rund 20 km südlich.  Die Town wird vom Pecatonica River durchflossem, einem Nebenfluss des in den Mississippi mündenden Rock River.
Im nördlichen Zentrum der Town of Darlington liegt die Stadt Darlington, die vollständig von der Town umgeben ist, ohne dieser anzugehören.
Die Koordinaten der geografischen Mitte der Town of Darlington sind 42°39′45″ nördlicher Breite und 90°07′12″ westlicher Länge. Sie erstreckt sich über eine Fläche von 119,8 km².
Die Town of Darlington liegt im Zentrum des Lafayette County und grenzt an folgende Nachbartowns:
| Town of Kendall    | Town of Willow Springs                      | Town of Lamont  |
| Town of Seymour    | Kompassrose, die auf Nachbargemeinden zeigt | Town of Wiota   |
| Town of Shullsburg |                                             | Town of Gratiot |

## Verkehr
Durch die Town of Darlington verläuft in Nord-Süd-Richtung der Wisconsin State Highway 23. Daneben verlaufen noch die County Highways E, F und K durch die Town. Alle weiteren Straßen sind untergeordnete Landstraßen oder teils unbefestigte Fahrwege.
Die nächsten Flughäfen sind der Dubuque Regional Airport in Iowa (rund 70 km südwestlich) und der Dane County Regional Airport in Wisconsins Hauptstadt Madison (rund 100 km nordöstlich).

## Bevölkerung
Nach der Volkszählung im Jahr 2010 lebten in der Town of Darlington 875 Menschen in 329 Haushalten. Die Bevölkerungsdichte betrug 7,3 Einwohner pro Quadratkilometer. In den 329 Haushalten lebten statistisch je 2,66 Personen.
Ethnisch betrachtet setzte sich die Bevölkerung zusammen aus 97,1 Prozent Weißen, 0,5 Prozent Afroamerikanern, 0,5 Prozent amerikanischen Ureinwohnern, 0,2 Prozent Asiaten sowie 1,3 Prozent aus anderen ethnischen Gruppen; 0,5 Prozent stammten von zwei oder mehr Ethnien ab. Unabhängig von der ethnischen Zugehörigkeit waren 2,1 Prozent der Bevölkerung spanischer oder lateinamerikanischer Abstammung.
26,1 Prozent der Bevölkerung waren unter 18 Jahre alt, 59,7 Prozent waren zwischen 18 und 64 und 14,2 Prozent waren 65 Jahre oder älter. 48,8 Prozent der Bevölkerung war weiblich.
Das mittlere jährliche Einkommen eines Haushalts lag bei 57.917 USD. Das Pro-Kopf-Einkommen betrug 25.918 USD. 7,1 Prozent der Einwohner lebten unterhalb der Armutsgrenze.

## Ortschaften in der Town of Darlington
Auf dem Gebiet der Town of Darlington liegen neben Streubesiedlung noch folgende gemeindefreie Siedlungen:
- Avon
- Red Rock